# Harlingerland
Harlingerland (Herloga) er et gammelt frisisk landskab i den nordlige del af den nuværende Landkreis Wittmund i Østfrisland, Niedersachsen, Tyskland. I området findes i dag blandt andet byerna Esens og Wittmund, mens området omkring byen Friedeburg hørte til det frisiske landskab Östringen. Andre omkringliggende frisiske landskaber var Wangerland, Auricherland, Brookmerland og Norderland. 
Under tiden for den frisiske frihed var Harlingerland et selvstændigt landskab, som deltog i det så kaldte Upstalboomsforbund. Efter den frisiske frihed kom en tid med kampe mellem de ulige frisiske høvdingefamilier. Omkring 1455 forenede høvdingen Sibet Attena byerna Esens, Wittmund og Stedesdorf på ny, og Harlingerland blev en konkurrent til Østfrisland under ledelse af familien Cirksena. Blandt de mere fremtrædende høvdinge i Harlingerland kan nævnes Hero Omken og Balthasar von Esens. År 1530 blev Harlingerland erobret af østfriserne under ledelse af Enno II. Med støtte fra greven af Rietberg og hertugen af Geldern kunne Balthasar af Esens generobre Harlingerland, men tiden med selvstændighed for Harlingerland var nu slut. Efter Balthasars død tilfaldt området Grevskabet Rietberg, og i 1600 kom Harlingerland under Østfrisland. 